# .is
.is — в Інтернеті, національний домен верхнього рівня (ccTLD) для Ісландії.

## Домени 2-го та 3-го рівнів
В цьому національному домені нараховується близько 86,700,000 вебсторінок (станом на липень 2010 року).
У наш час використовуються та приймають реєстрації доменів 3-го рівня наступні доменні суфікси (відповідно, існують такі домени 2-го рівня):
| Суфікс | Регламентовані користувачі          |
| .co.is | Комерційні установи, корпорації     |
| .id.is | Родини, приватні особи              |
| .it.is | Міжнародні організації              |
| .or.is | Неприбуткові, неурядові організації |